# Benedetto Antelami
Benedetto Antelami o Antelami de Parma fue un arquitecto y escultor Italiano especialmente activo en la zona de Parma durante la edificación del Baptisterio y otros entre los años 1178 y 1200. Es de los pocos escultores del período del que se conoce el nombre.
Se sabe muy poco acerca de su vida. Quizás fuera originario de Lombardía, en particular de Val d'Intelvi (según se puede inferir de su apellido), donde hay documentos sobre algunos Magister Antelami (maestro Antélami). Conocía muy bien, además de la arquitectura griega, la romana y la pintura antigua y el desarrollo artístico del área de Provenza. De hecho, se cree que trabajó como aprendiz en la iglesia de San Trófimo en Arlés. Algunos historiadores suponen también que estuvo en la región de la Ile-de-France donde habría aprendido las novedades del arte gótico.
Se le da el crédito de haber creado la decoración escultural de la catedral de Fidenza y de la catedral de San Giorgio. Se cree que su último trabajo pudo haber sido la ornamentación y construcción (parcial) de la basílica de San Andrés en Vercelli, cuya arquitectura es una triunfal combinación de elementos toscanos románicos con características góticas, como los arbotantes, el rosetón y las bóvedas de crucería, obra que finalmente le valió un renombre perdurable.

## ElDescendimiento
La obra más antigua documentada es el bajorrelieve con el Descendimiento de la cruz, datada en 1178, el único panel que ha sobrevivido de uno más grande que se encontraba en la Catedral de Parma. En este trabajo, hoy colocada a la derecha del transepto, se incluyó su nombre y la fecha. Además, aquí -además del elemento provenzal- se puede notar la influencia del arte antiguo y bizantino. 
El bajorrelieve representa el momento en que el cuerpo de Cristo es bajado de la cruz, con varios elementos tomados de la iconografía canónica de la Crucifixión (los soldados romanos que manejan el vestido de Cristo, las personificaciones de la Iglesia y de la Sinagoga, etc.) y de la Resurrección (las “Tres Marías”), mientras la influencia clásica se nota en la personificación del Sol y de la Luna (dos cabezas humanas colocadas en círculo) y las rosetas que adornan el borde superior. Clásico es también el adorno de racimos del lado que orla la composición, pero la técnica oriental del nielado y la doble dimensión del adorno demuestran que el tema clásico ha sido enriquecido con la tradición bizantina.
El resultado en la figuración de los cuerpos humanos aparece menos rechoncho que las figuras de Wiligelmo de Módena, pero la dinámica de la escena es menos vivaz, con las figuras firmes en poses expresivas. La impresión de espacialidad dada a partir de los dos planos sobrepuestos sobre los que se colocan los soldados que echan a suertes las vestiduras es el primer ejemplo del género en Italia.

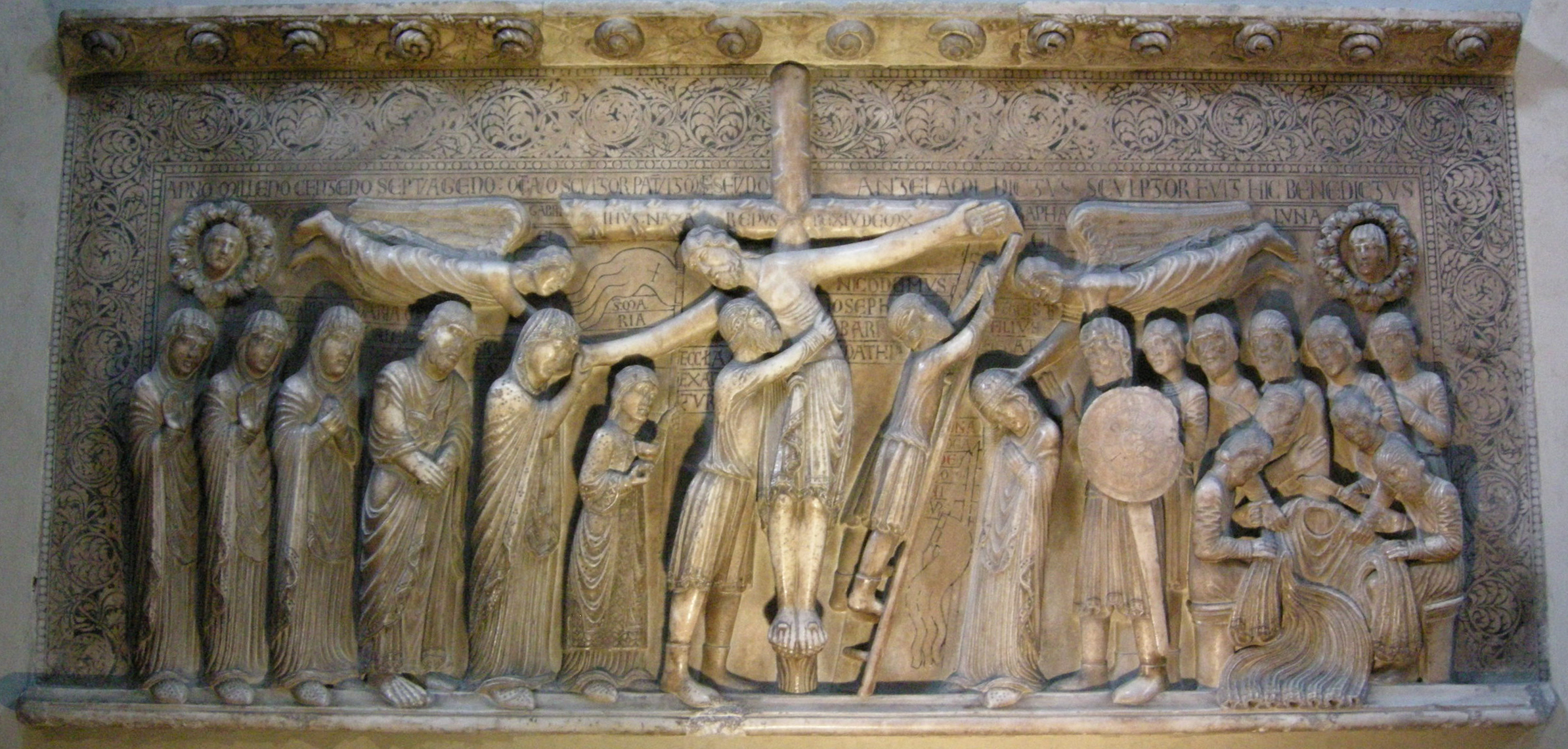
El descendimiento de la cruz, de la Catedral de Parma.

## La cátedra del obispo de Parma
Esculpió durante el mismo período también la cátedra del obispo de Parma, con poderosas figuras altamente plásticas y dotadas de una notable expresividad. La cátedra episcopal ofrece el primer ejemplo de aquella concepción estrictamente unitaria de arquitectura y escultura típica de su obra; todas las partes esculpidas, las escenas a los dos lados con la Conversión de san Pablo y san Jorge que mata al dragón, los dos telamonios, los dos mastines, los dos leones apoyan el esquema casi cúbico de la cátedra y se mantienen en los límites arquitectónicos.

## La catedral de Fidenza
Entre 1180 y 1190 (aunque algunas fuentes hablan de 1198) se puso la decoración de la fachada de la catedral de Fidenza, realizada con la ayuda de sus compañeros de gremio. Las representaciones más interesantes son las dos estatuas de los profetas, colocadas dentro de nichos junto al portal central: el retomar el tipo de escultura sin fondo (aunque en este caso la colocación arquitectónica no permita al visitante la apreciación de nuevos puntos de vista) no tiene precedentes desde la época tardo-antigua, ni tuvo continuación en otros autores hasta Donatello. 
El modelo para estas representaciones fue la escultura francesa coeva, a la que el artista llegó para dar monumentalidad y naturalidad a las dos estatuas.

## El baptisterio de Parma

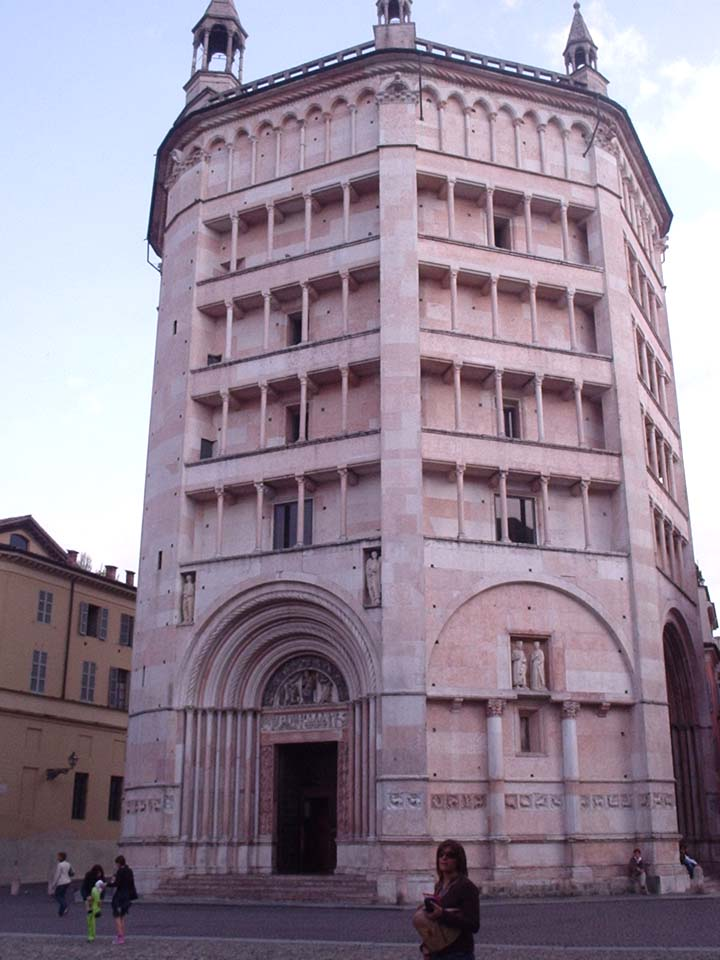
El baptisterio de Parma

Más tarde, trabajó en las decoraciones del baptisterio de Parma, un edificio que proyectó como arquitecto y que representa su trabajo mejor logrado. Una piedra atestigua el inicio de la decoración en el año 1196.
Sin precedentes es el desarrollo en altitud, como si se tratase de una torre tronca. La superficie externa está decorada por un esquema complejo con efectos de claroscuro. En el primero piso, con tres fachadas, se abren portales abocinados con arcos de medio punto, mientras que en los demás lados se encuentran arcos ciegos, grandes como el mismo portal y que tienen columnas en el centro, en un lugar poco común. Los portales están decorados por diversos relieves, entre los cuales destacan las lunetas que probablemente son también obras de Antelami.
Cuatro registros superiores están decorados por columnatas arquitrabadas, interrumpidas en correspondencia con los contrafuertes sobre los ángulos. La última cara está decorada por arcos ciegos de dimensión desfasada respecto a las columnatas inferiores.
Los elementos que lo componen son todos todavía románicos, pero su disposición es totalmente original: desarrollo vertical, sentido del ritmo, proporciones elaboradas: son en realidad características “góticas” del Baptisterio.
También el corredor con esculturas resulta interesante, sobre todo las lunetas de los tres portones. Representan:
- La adoración de los reyes magos (Portal de la Virgen)
- Juicio universal (Portal del Juicio)
- Leyenda de Barlaam (Portal de la vida)

Las tres aluden a la salvación humana a través del bautismo, pero cada una es estudiada según la función específica del portal. En el portal donde entraba quien debía recibir el sacramento (los catecúmenos) se representa la leyenda de Barlaam, un tema de derivación oriental, es representado un hombre sobre un árbol perseguido por un dragón, que simboliza el pecado. En el árbol se encuentra un panal, que quizás es una metáfora de la salvación espiritual ofrecida por el bautismo. Alrededor se despliegan representaciones del tiempo (el sol y la luna con las personificaciones del día y la noche). La arquivolta y el arquitrabe están decoradas por relieves de profetas y de animales simbólicas traídas de los bestiarios.
Dentro se encuentran episodios bíblicos:
- Fuga de Egipto
- Presentación en el templo
- El Rey David tocando el arpa

Siempre dentro se pueden ver altorrelieves con personificaciones de los meses y de las estaciones. Fueron preparados para uno de los portones de la fachada de la catedral, pero las obras se interrumpieron a causa de la muerte de Antelami. Hay representaciones de hombres ocupados en trabajo agrícolas de la estación, un tema ya presente desde el siglo anterior (por ejemplo en la Catedral de Módena, donde se da un significado salvífico al trabajo, según la nueva doctrina teológica que no lo ve ya como una maldición divina. En estas representaciones, Antelami se preocupó de manera especial de los detalles, con una atenta descripción de los utensilios, de las plantas, de los frutos, etc., todos esculpidos según un naturalismo realista.

## Seguidores

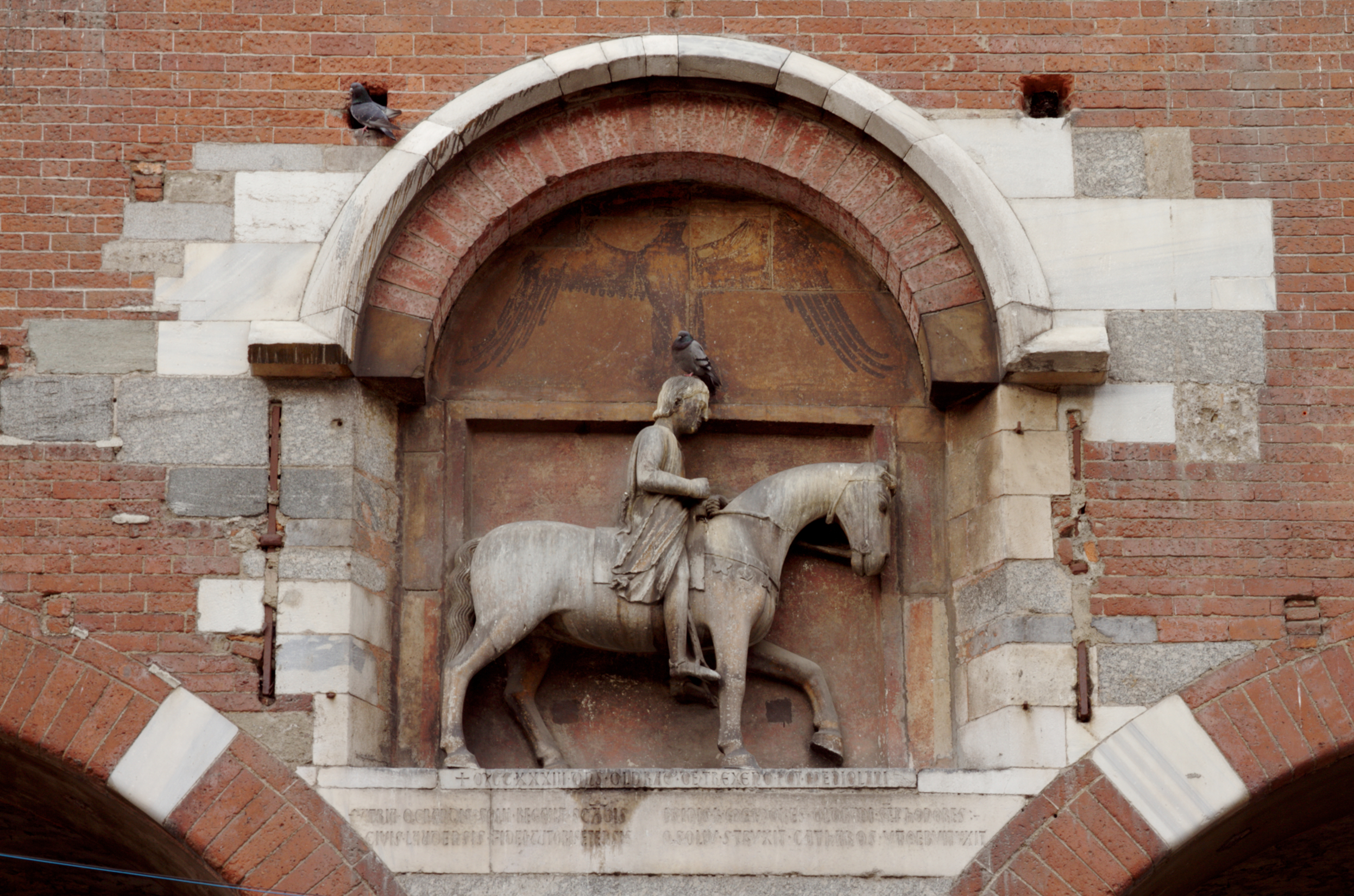
Monumento ecuestre a Oldredo de Tresseno, Broletto nuovo, Milán.

Los seguidores de Benedetto Antelami difundieron su modos en los centros emilianos y de la Italia septentrional, como en los relieves de las lunetas de los portales de la iglesia de san Andrés de Vercelli, o como en el monumento ecuestre a Oldredo de Tresseno, colocado sobre una pared externa del Palacio de la Razón en Milán.
Uno de los artistas que se distinguió más desarrollando un estilo personal es el así llamado Maestro dei Mesi, autor de un ciclo de meses para la Catedral de Ferrara (1230) y de una luneta en la Iglesia de San Mercurial de Forlí (1220).